# Elena Fanchini
Elena Fanchini (ur. 30 kwietnia 1985 w Lovere, zm. 8 lutego 2023 w Pian Camuno) – włoska narciarka alpejska, wicemistrzyni świata oraz dwukrotna medalistka mistrzostw świata juniorów.

## Kariera
Na arenie międzynarodowej Elena Fanchini po raz pierwszy pojawiła się 26 marca 2001 roku w Madesimo, gdzie w zawodach FIS Race w gigancie zajęła 33. miejsce. W 2005 roku wystartowała na mistrzostwach świata juniorów w Bardonecchii, zdobywając dwa medale. W zjeździe zdobyła srebrny medal, przegrywając tylko ze swą siostrą, Nadią. Dzień później zajęła trzecie miejsce w supergigancie, plasując się za Nadią i Austriaczką Andreą Fischbacher.
W zawodach Pucharu Świata zadebiutowała 6 stycznia 2005 roku w Santa Caterina, zajmując siedemnaste miejsce w zjeździe. Tym samym już w swoim debiucie wywalczyła pierwsze pucharowe punkty. Na podium zawodów tego cyklu po raz pierwszy stanęła 2 grudnia 2005 roku w Lake Louise, gdzie zwyciężyła w tej samej konkurencji. W zawodach tych wyprzedziła na podium dwie Austriaczki: Michaelę Dorfmeister oraz Alexandrę Meissnitzer. Najlepsze wyniki osiągała w sezonie 2014/2015, kiedy zajęła 17. miejsce w klasyfikacji generalnej, a w klasyfikacji zjazdu była piąta.
Podczas mistrzostw świata w Bormio w 2005 roku zdobyła srebrny medal w biegu zjazdowym. W zawodach tych rozdzieliła na podium Janicę Kostelić z Chorwacji oraz Austriaczkę, Renate Götschl. W tej samej konkurencji była też między innymi dziewiąta na rozgrywanych osiem lat później mistrzostwach świata w Schladming. Zajęła także dwunaste miejsce w zjeździe na igrzyskach olimpijskich w Soczi w 2014 roku.
W 2020 roku zakończyła karierę.
Elena Fanchini zmarła na raka 8 lutego 2023 roku w Pian Camuno.

## Osiągnięcia

### Igrzyska olimpijskie
| Miejsce | Dzień     | Rok  | Miejscowość | Konkurencja     | Czas biegu | Strata | Zwyciężczyni              |
| ------- | --------- | ---- | ----------- | --------------- | ---------- | ------ | ------------------------- |
| 29.     | 15 lutego | 2006 | Turyn       | Zjazd           | 1:56,49    | +4,57  | Michaela Dorfmeister      |
| DNF1    | 20 lutego | 2006 | Turyn       | Supergigant     | 1:32,47    | –      | Michaela Dorfmeister      |
| DNF1    | 17 lutego | 2010 | Vancouver   | Zjazd           | 1:44,19    | –      | Lindsey Vonn              |
| 14.     | 20 lutego | 2010 | Vancouver   | Supergigant     | 1:20,14    | +2,03  | Andrea Fischbacher        |
| DNS     | 10 lutego | 2014 | Soczi       | Superkombinacja | 2:34,62    | –      | Maria Höfl-Riesch         |
| 12.     | 12 lutego | 2014 | Soczi       | Zjazd           | 1:41,57    | +1,13  | Dominique Gisin Tina Maze |

### Mistrzostwa świata
| Miejsce | Dzień     | Rok  | Miejscowość       | Konkurencja     | Czas biegu | Strata | Zwyciężczyni      |
| ------- | --------- | ---- | ----------------- | --------------- | ---------- | ------ | ----------------- |
| 20.     | 4 lutego  | 2005 | Bormio            | Kombinacja      | 2:53,70    | +26,62 | Janica Kostelić   |
| 2.      | 6 lutego  | 2005 | Bormio            | Zjazd           | 1:39,90    | +0,26  | Janica Kostelić   |
| DNF1    | 8 lutego  | 2005 | Bormio            | Gigant          | 2:13,63    | –      | Anja Pärson       |
| 31.     | 6 lutego  | 2007 | Åre               | Supergigant     | 1:18,85    | +5,79  | Anja Pärson       |
| DNS     | 9 lutego  | 2007 | Åre               | Superkombinacja | 1:57,69    | –      | Anja Pärson       |
| 27.     | 11 lutego | 2007 | Åre               | Zjazd           | 1:26,89    | +3,26  | Anja Pärson       |
| 18.     | 8 lutego  | 2011 | Ga-Pa             | Supergigant     | 1:23,82    | +2,13  | Elisabeth Görgl   |
| 16.     | 13 lutego | 2011 | Ga-Pa             | Zjazd           | 1:47,24    | +2,29  | Elisabeth Görgl   |
| 15.     | 8 lutego  | 2013 | Schladming        | Superkombinacja | 2:39,92    | +5,14  | Maria Höfl-Riesch |
| 9.      | 10 lutego | 2013 | Schladming        | Zjazd           | 1:50,00    | +1,45  | Marion Rolland    |
| 26.     | 6 lutego  | 2015 | Vail/Beaver Creek | Zjazd           | 1:45,89    | +2,83  | Tina Maze         |
| 16.     | 9 lutego  | 2015 | Vail/Beaver Creek | Superkombinacja | 2:33,37    | +5,47  | Tina Maze         |
| 14.     | 12 lutego | 2017 | Sankt Moritz      | Zjazd           | 1:32,85    | +1,54  | Ilka Štuhec       |

### Mistrzostwa świata juniorów
| Miejsce | Dzień     | Rok  | Miejscowość  | Konkurencja | Czas biegu | Strata | Zwyciężczyni       |
| ------- | --------- | ---- | ------------ | ----------- | ---------- | ------ | ------------------ |
| 2.      | 23 lutego | 2005 | Bardonecchia | Zjazd       | 1:28,84    | +0,11  | Nadia Fanchini     |
| 3.      | 24 lutego | 2005 | Bardonecchia | Supergigant | 1:26,81    | +0,25  | Andrea Fischbacher |
| 6.      | 26 lutego | 2005 | Bardonecchia | Gigant      | 2:21,34    | +0,79  | Nadia Fanchini     |

### Puchar Świata

#### Miejsca w klasyfikacji generalnej
- sezon 2004/2005: 75.
- sezon 2005/2006: 41.
- sezon 2006/2007: 77.
- sezon 2007/2008: 45.
- sezon 2009/2010: 53.
- sezon 2010/2011: 28.
- sezon 2011/2012: 36.
- sezon 2012/2013: 62.
- sezon 2013/2014: 33.
- sezon 2014/2015: 17.
- sezon 2015/2016: 51.
- sezon 2016/2017: 57.
- sezon 2017/2018: 70.

#### Miejsca na podium w zawodach
1. Lake Louise – 2 grudnia 2005 (zjazd) – 1. miejsce
2. Beaver Creek – 29 listopada 2013 (zjazd) – 3. miejsce
3. Lake Louise – 6 grudnia 2013 (zjazd) – 3. miejsce
4. Cortina d’Ampezzo – 16 stycznia 2015 (zjazd) – 1. miejsce